# Asunto Kießling
El Asunto Kießling fue una controversia de 1984 sobre el paso a la reserva del general de cuatro estrellas de la República Federal Alemana y, en la época, comandante en jefe adjunto de la OTAN, Günter Kießling, tras realizarse acusaciones de homosexualidad. Tras la invalidación de las acusaciones, Kießling volvió a ser llamado al servicio activo y finalmente se licenció con honores.

## Desarrollo

### Paso a la reserva de Kießlings
En 1983 el servicio de inteligencia del ejército alemán, Amt für den Militärischen Abschirmdienst (MAD) investigó afirmaciones que decían que el general Kießling era homosexual y frecuentaba locales de homosexuales. Estas afirmaciones se basaban, entre otros, en investigaciones de la policía criminalista de Colonia. En los locales TomTom y Café Wüsten varias personas identificaron una foto de Kießling como «Günter o Jürgen, en cualquier caso algo con "ü", del ejército». 
En diciembre de 1983 el jefe del MAD, el general de brigada Helmut Behrendt, hizo enviar al Ministro de Defensa un dossier de página y media que confirmaba las sospechas de homosexualidad. A este dossier se añadía una carta del médico de la marina Friedrich-Albert Richarz, en el que este cuenta que Kießling había aparecido a una consulta vestido sólo con un albornoz y que habría estado jugueteando con sus genitales (el médico negaría más tarde haber escrito una carta de ese tipo). 
Las supuestas pruebas llevaron al ministro de defensa Manfred Wörner (CDU) a clasificar al general Kießling como un riesgo para la seguridad y decidió el 8 de diciembre de 1983 enviarlo a la reserva a finales del año.

### Controversia pública
El 5 de enero de 1984 el periódico Süddeutsche Zeitung publicaba un informe sobre la retirada. Periodistas siguieron investigando sobre el asunto y el Ministerio de Defensa confirmó el paso a la reserva. En el Parlamento, preguntas de los partidos de la oposición, que tuvo que responder el secretario de estado del Ministerio de Defensa Peter Kurt Würzbach, se salieron de lo corriente en cuestión de preguntas orales.
Durante el asunto, el actor Alexander Ziegler cobró importancia pública al dar a entender que tenía la grabación de una conversación telefónica del 12 de febrero de 1979 con él, por entonces, prostituido Achim Müller en el que quedaba patente la homosexualidad del general Kießling. Seguidamente, Ziegler fue recibido el 20 de enero de 1984, en compañía de su abogado Friedhelm Spieß, por el ministro de defensa. Sin embargo, no consiguió convencer a Wörner y al público de que la grabación era correcta.
Después de que quedara claro que las afirmaciones sobre Kießler no eran demostrables y que tanto el parlamento, como el público ponía en duda la relación entre la homosexualidad y el riesgo para la seguridad, el asunto fue finalizado tras una intervención de canciller Helmut Kohl en 1984: Kießling fue readmitido al servicio activo durante un corto período y poco después licenciado con honores, el llamado Großer Zapfenstreich. Sin embargo, para el aniversario de la Bundeswehr en 1985 fue el único general de cuatro estrellas que no fue invitado.

## Comparación
La idea de que los homosexuales representan un peligro para el Estado y sobre todo en el ejército comenzó con el asunto Alfred Redl en Austria.
El asunto Kießling ha sido comparado con otros escándalos similares, como el Escándalo Harden-Eulenburg (1907/09) o el Escándalo Blomberg-Fritsch (1938), en el que se acusó de homosexualidad a altos cargos del ejército alemán.

## Informes de prensa
- Martin Zips: „Kießling-Affäre: Das zweite Leben des Geheimdienst-Informanten“, en: Süddeutsche Zeitung, 24 de abril de 2006 (en alemán)
- Der Spiegel, «Wörner - "der Lächerlichkeit preisgegeben"» 5/1984, pág. 18-26 (en alemán)
- Deutschlandfunk, «Rückblick auf die Kießling-Affäre nach 25 Jahren», 3 de enero de 2009 (en alemán)